# Nécropole de Kerveltré
La nécropole de Kerveltré est une nécropole de l'Âge du fer, située à proximité de l'oppidum de Tronoën, à Saint-Jean-Trolimon, dans le Finistère, en plein cœur du pays Bigouden.

## Historique
La nécropole de Kerveltré a livré 21 urnes cinéraires lors de sa découverte vers le milieu du XIXe siècle par le propriétaire des lieux. Après les avoir brisées, ce dernier y découvrit des os fossilisés et des cendres humaines. Des bracelets en bronze accompagnaient les restes des défunts. Des fouilles archéologiques menées en 1874 permirent de trouver deux autres objets cinéraires.
Une cinquantaine d'urnes à incinération ont été exhumées lors de fouilles archéologiques menées à la fin du XIXe siècle par l'archéologue breton Paul du Châtellier (1833-1911),.

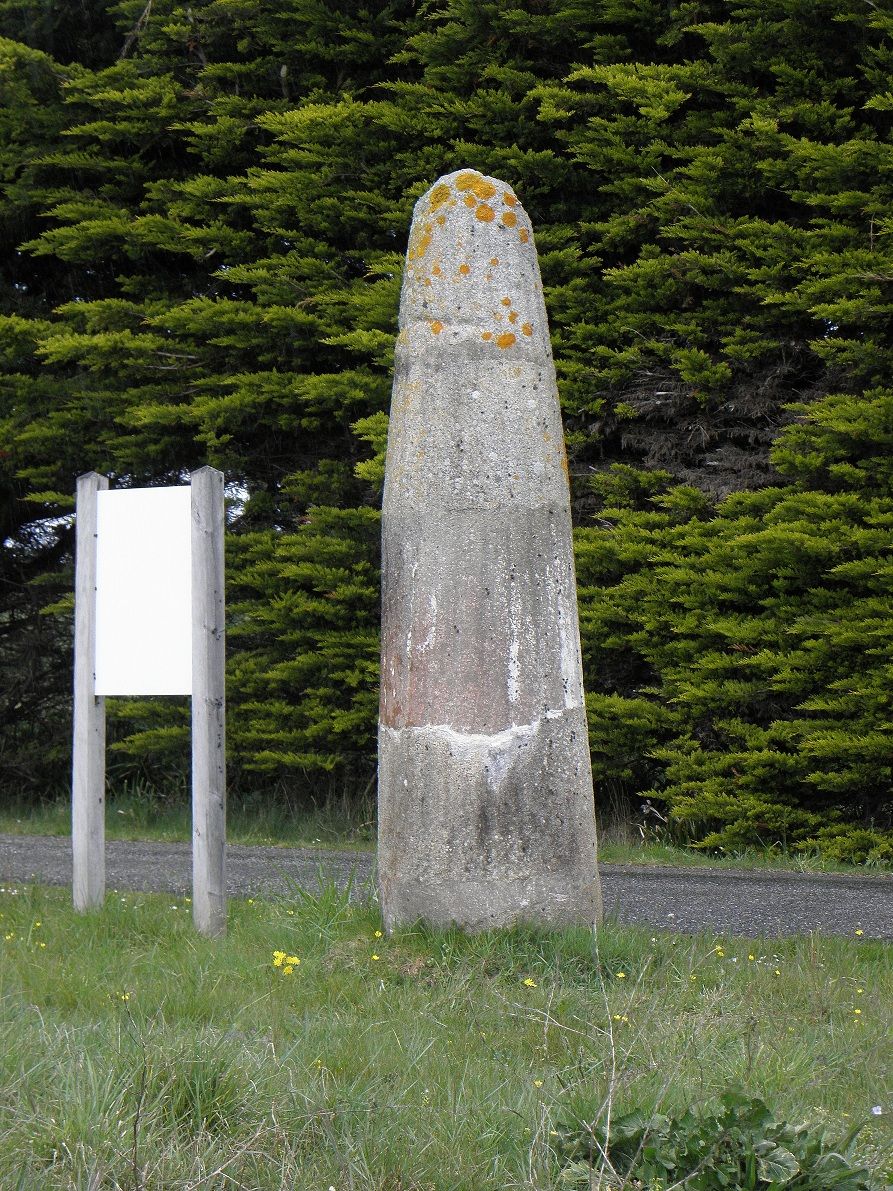
Stèle à proximité de la nécropole de Kerveltré

## Situation
Le complexe funéraire est implanté sur la civitates (cité, territoire) de la tribu gauloise des Osismes.
La nécropole de Kerveltré se développe sur un terrain actuellement occupé par un champ, le « Champ Parc-an-Menhir ». Ce lieu-dit doit son nom aux menhirs qui occupaient son aire. Le terrain, en forme de monticule, était doté de cinq menhirs, dont quatre ont été affaissés et partiellement détruits. Certains blocs issus de ces mégalithes ont été réaffectés au sein des murs d'anciennes bâtisses situées aux alentours du site funéraire. L'unique menhir encore intact possède, sur l'une de ses faces, six incisions en forme de cupules.

## Chronologie
La nécropole de Kerveltré a été fondée à la fin de la période de Hallstatt (Hallstatt final D). Plusieurs éléments archéologiques témoignent d'une utilisation du site mortuaire tout au long  de la période laténienne.

## Les urnes funéraires

Les urnes funéraires de la nécropole de Kerveltré
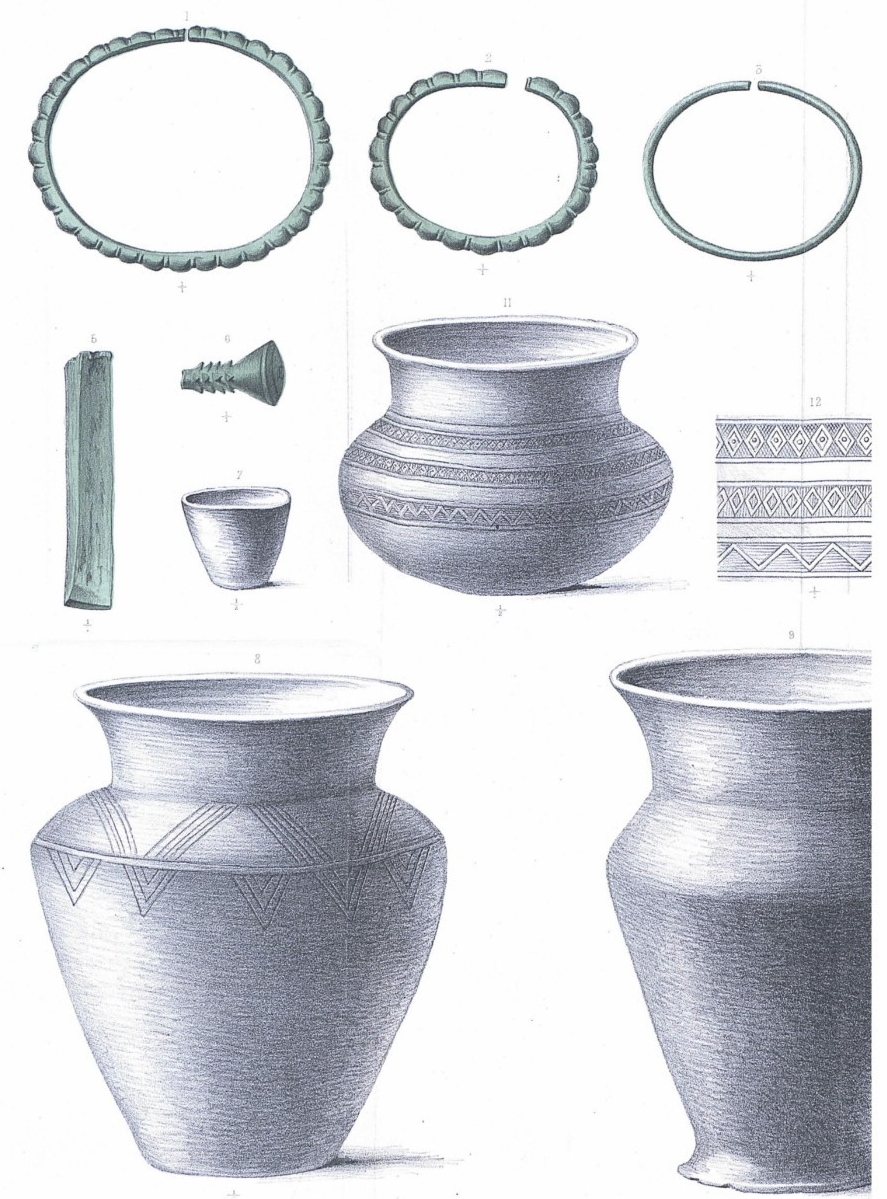
Urnes [Note 2]
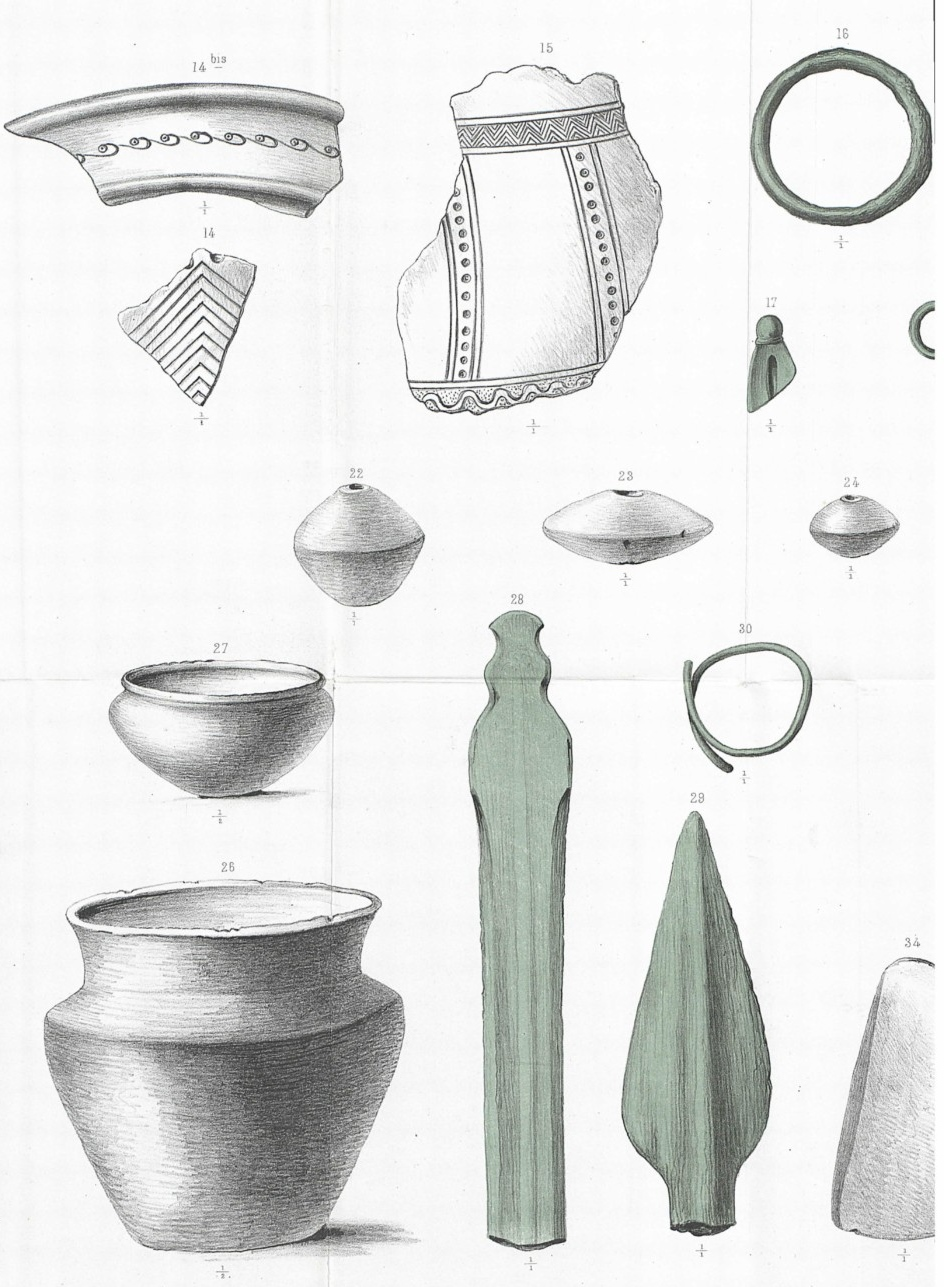
Id.
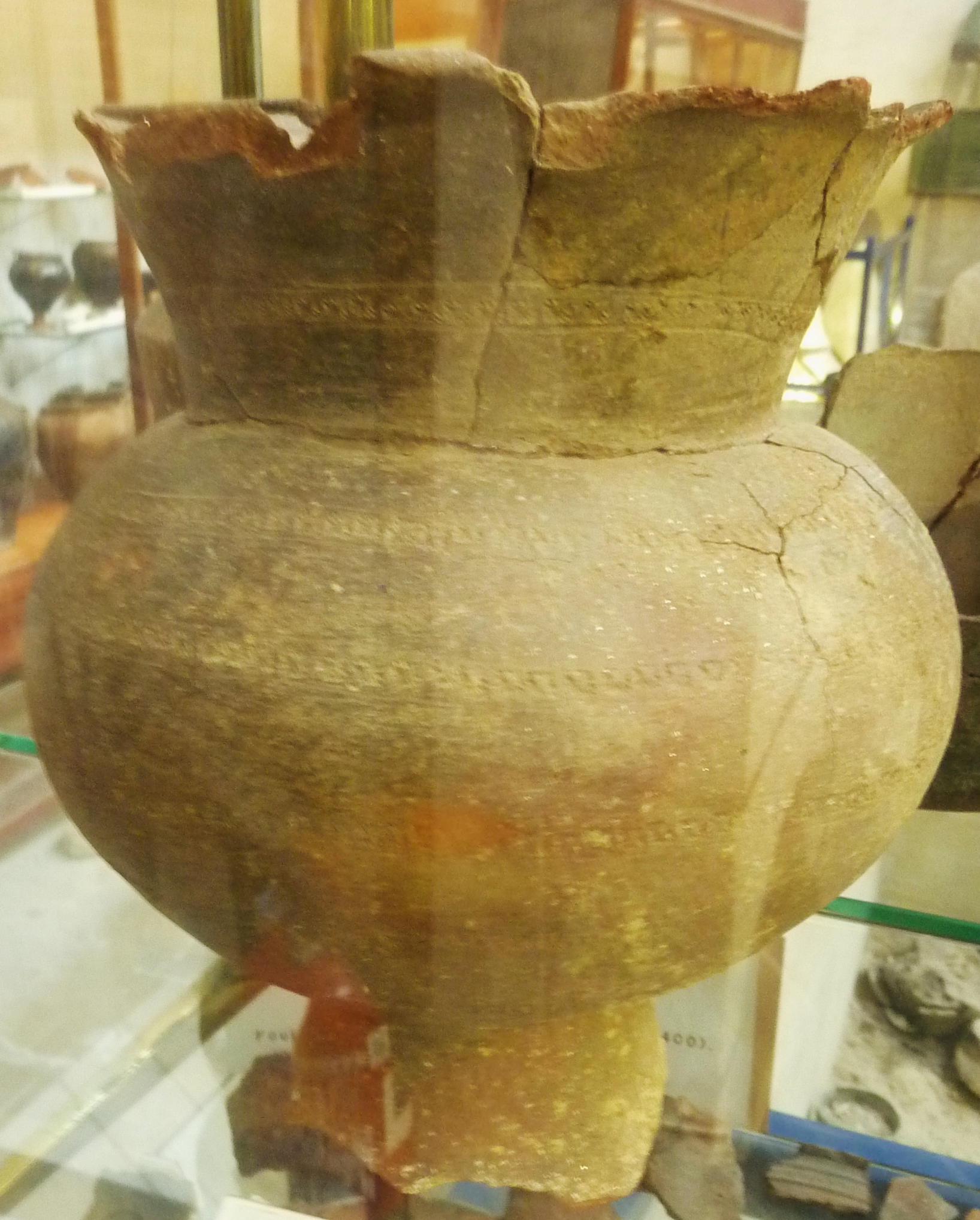
Urne funéraire[Note 3]